# Андруга
Андруга (укр. Андруга) — село в Кременецкой городской общине Кременецкого района Тернопольской области Украины.
Код КОАТУУ — 6123480702. Население по переписи 2014 года составляло 279 человек.

## Географическое положение
Село Андруга находится на правом берегу реки Иква,
выше по течению на расстоянии в 1,5 км расположено село Белокриница,
ниже по течению на расстоянии в 1 км расположено село Шепетин.
Вокруг села проведено несколько ирригационных каналов.
Рядом проходят автомобильная дорога М-19 (E 85 и
железная дорога.

## История
- 1610 год — дата основания.